# Pokémon Mundo misterioso: equipo de rescate azul y equipo de rescate rojo
Pokémon Mundo misterioso: equipo de rescate rojo (ポケモン不思議のダンジョン 赤の救助隊  Pokemon Fushigi no Danjon Aka no Kyūjotai?) y Pokémon Mundo misterioso: equipo de rescate azul (ポケモン不思議のダンジョン 青の救助隊  Pokemon Fushigi no Danjon Ao no Kyūjotai?) son dos videojuegos de la serie Pokémon Mundo misterioso, lanzados el 10 de noviembre de 2006. Estos videojuegos llegaron a consolas diferentes, Equipo de rescate rojo para Game Boy Advance y Equipo de rescate azul para Nintendo DS.

## Jugabilidad
A diferencia de otros juegos de Pokémon donde el protagonista es un entrenador Pokémon que captura y entrena a las distintas especies Pokémon, en Pokémon Mundo Misterioso el jugador es directamente un Pokémon que tiene como objetivo rescatar al mundo de desgracias naturales junto con un equipo de rescate. A lo largo del juego el protagonista irá descubriendo el por qué se ha convertido en Pokémon y como recuperar su forma humana.
Al inicio del juego, el pokémon en que el jugador se convierte va determinado por las respuestas que se den en el test de personalidad que se realiza al comienzo de la aventura. Después de ello el jugador puede elegir a su compañero de equipo, quien lo ayudará durante toda la partida.

## Equipo Pokémon

### Pokémon iniciales
Al comienzo de la aventura el jugador deberá realizar un test de personalidad que determinará en qué pokémon se convertirá, pudiéndose convertir en uno de entre los siguientes pokémon:
- Charmander
- Chikorita (solo chicas)
- Cubone
- Cyndaquil (solo chicos)
- Eevee (solo chicas)
- Machop (solo chicos)
- Meowth (solo chicos)
- Mudkip
- Pikachu
- Psyduck
- Skitty (solo chicas)
- Squirtle
- Torchic
- Totodile
- Treecko

Si el jugador fuera chico no podría convertirse en Chikorita, en Eevee ni en Skitty, mientras que si fuera chica no podría convertirse en Cyndaquil, en Machop ni en Meowth.

### Compañeros Pokémon
En esta subsaga de pokémon se podrán reclutar a los diferentes pokémon en el territorio de las misiones, desde Bulbasaur (n.º 1 de la Pokédex) hasta Deoxys (nº386 de la Pokédex). No obstante, al inicio del juego solo se puede reclutar, a excepción del pokémon que será el jugador, a uno de los siguientes pokémon:
- Bulbasaur
- Charmander
- Chikorita
- Cyndaquil
- Mudkip
- Pikachu
- Squirtle
- Torchic
- Totodile
- Treecko

En este primer compañero no podrá ser del mismo tipo que el jugador. Por tanto, si el protagonista fuera de tipo Agua (Mudkip, Squirtle o Totodile), el compañero no podría ser cualquiera de los otros 2 pokémon del mismo tipo, debiendo escoger como compañero a cualquiera de los otros pokémon.

## Secuelas
Pokémon Mundo Misterioso, tras sus primeras entregas con Equipo de Rescate Rojo y Equipo de Rescate Azul, ha recibido en 2008 nuevas entregas tituladas Pokémon Mundo Misterioso: Exploradores del Tiempo y Exploradores de la Oscuridad, ambas entregas para Nintendo DS.